# Onthophagus rufovirens
Onthophagus rufovirens är en skalbaggsart som beskrevs av D'orbigny 1904. Onthophagus rufovirens ingår i släktet Onthophagus och familjen bladhorningar. Inga underarter finns listade i Catalogue of Life.